# Maxus Terron 9
Maxus Terron 9 — пікап, що випускається китайським автовиробником Maxus з 2024 року.
Він був представлений 17 вересня 2024 року на IAA Transportation у Ганновері, оголосивши про вихід на європейський ринок. 

## Опис

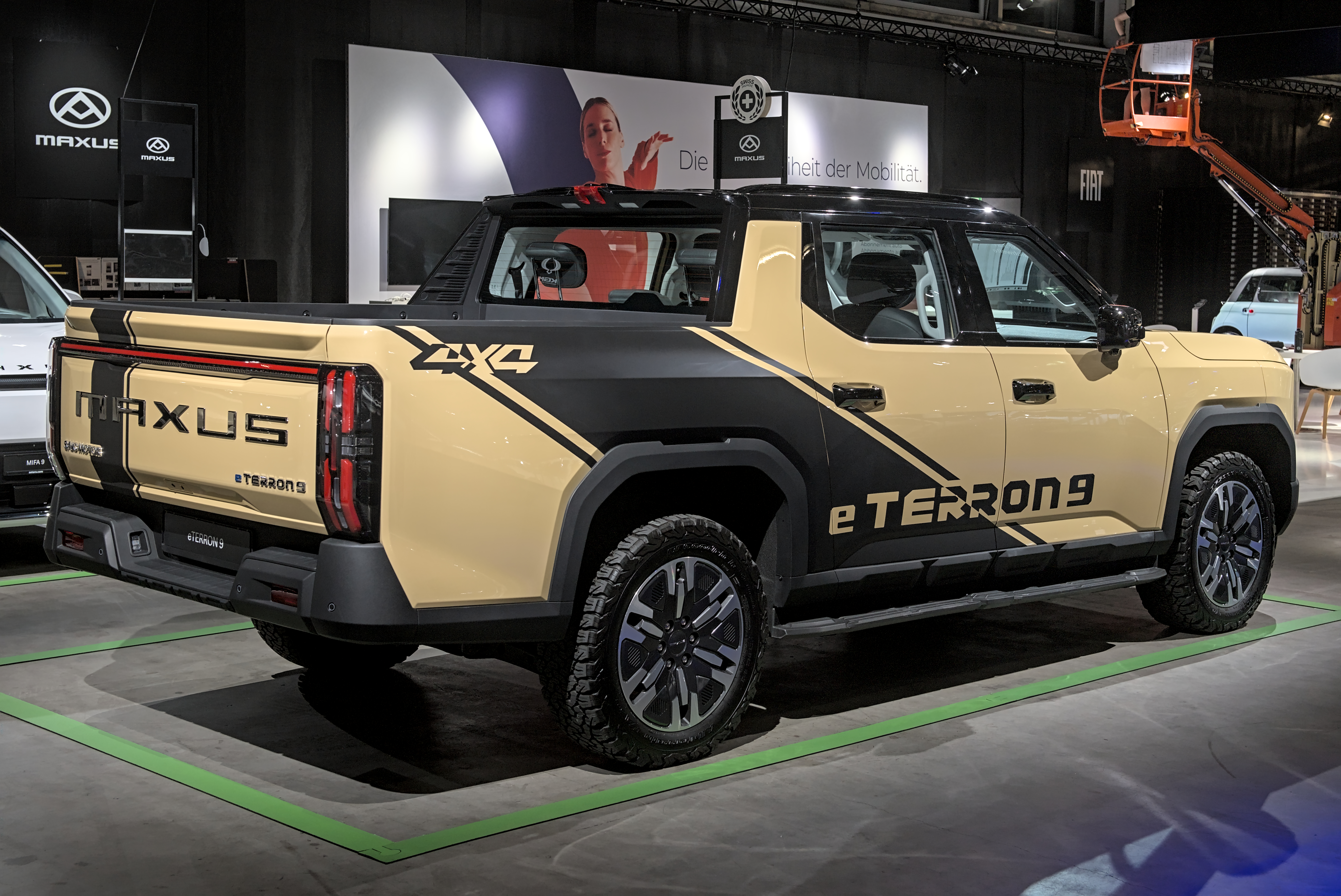

Terron 9 пропонує буксирувальну здатність 3,5 тонни та корисне навантаження 620 кг у своєму 1,7-метровому кузові із заднім самоскидом, який розкладається до 2,4 дюйма при опущених задніх дверях. Він пропонує електрично відкриваний передній багажник об'ємом 236 дм³ з двома інтегрованими сидіннями.
MG U9 був представлений в Австралії 4 квітня 2025 року як модель з дизельним двигуном. 
Volkswagen вироблятиме друге покоління Volkswagen Amarok для латиноамериканського ринку в Аргентині на базі Terron 9.

### Двигун
- 2,5 л I4 турбодизель
- 4 електромотори (2 по 168 к.с. спереду та по 270 к.с. ззаду) сумарна потужність 436 к.с.[6]